# Cylindrotheristus trichuroides
Cylindrotheristus trichuroides är en rundmaskart. Cylindrotheristus trichuroides ingår i släktet Cylindrotheristus, och familjen Monhysteridae. Arten är reproducerande i Sverige.